# 1,1′-azobis(cyklohexankarbonitril)
1,1′-azobis(cyklohexankarbonitril), zkráceně ABCN, je organická sloučenina používaná jako radikálový iniciátor. Jedná se o bílou pevnou látku rozpustnou v aromatických rozpouštedlech.
V toluenu se při 88 °C rozpadá s poločasem 10 hodin.